# Thule II
Thule II er en dokumentarfilm fra 1939 instrueret af Jette Bang.

## Handling
Thuledistriktet. Fangst med slæde og hunde. Kvindesysler: læder, kamikker. Fangst fra snehytte. Hvalrosfangst og flænsning. Havareret slæde. Bjørnejagt. Hunde trænes i bjørnejagt.